# Liriomyza oleariana
Liriomyza oleariana este o specie de muște din genul Liriomyza, familia Agromyzidae, descrisă de Spencer în anul 1977. Conform Catalogue of Life specia Liriomyza oleariana nu are subspecii cunoscute.